# Huangbai He
Huangbai He är ett vattendrag i Kina. Det ligger i provinsen Hubei, i den centrala delen av landet, omkring 290 kilometer väster om provinshuvudstaden Wuhan.
Genomsnittlig årsnederbörd är 1 331 millimeter. Den regnigaste månaden är maj, med i genomsnitt 206 mm nederbörd, och den torraste är december, med 14 mm nederbörd.